# Casa Pia
El instituto Casa Pia, formalmente Casa Pia de Lisboa, es un instituto público situado en Lisboa, y depende del Ministerio de Solidaridad, Empleo y Seguridad Social del Gobierno portugués.

## Historia
Creada en Lisboa el 3 de julio de 1780 por Pina Manique, la Casa Pia se destinó a recuperar mediante el trabajo a mendigos y a la educación de huérfanos. Las oficinas de la Casa Pia fueron centros importantes de producción, fabricando material para la Marina Real y el Ejército de Portugal, así como centros de formación profesional: los maestros formados en la Casa Pia regresaban a su tierra natal enseñando sus profesiones. Los que se mostraban más aptos recibían una formación adicional: gestión comercial, francés, aritmética militar, diseño y farmacología, en laboratorios especialmente creados al efecto, que poveían de medicinas a las farmacias. Los más dotados cursaban estudios superiores: en la Academia de Fortificaciones y de la Marina, en Londres (para el estudio de Medicina); en Roma en la Academia de Portugal.
Dos años después de la muerte de Pina Manique es cerrada por la toma del Castillo de San Jorge de Lisboa por las tropas de Junot. Reabre en 1812 en el Convento do Desterro sólo para proteger a los niños desvalidos. El gobierno liberal la dota, en 1833, de mejores instalaciones en el Monasterio de los Jerónimos de Belém. A la enseñanza elemental, doméstica y de artes y oficios, la República añade la enseñanza agrícola e industrial. En 1834 comienza a formar y rehabilitar a personas sordas.
En 1942 se crea una red de colegios diseminados por toda la ciudad de Lisboa. En la actualidad está formada por:
- Colégio de Pina Manique
- Colégio de D. Maria Pia
- Colégio de D. Nuno Álvares Pereira
- Colégio de Santa Clara
- Colégio de Nossa Senhora da Conceição
- Colégio de Santa Catarina
- Colégio de António Aurélio da Costa Ferreira
- Escola Agrícola de Francisco Margiochi - polo do Arrife e polo da Paiã
- Centro Educativo e de Apoio Social do Monte da Caparica

Completan las estructuras físicas de la Casa Pia de Lisboa:
- Provedoria
- Centro Cultural Casapiano
- Colónia Balnear da Areia Branca (Lourinhã)
- Centro de Educação Ambiental e Cultural de Colares
- Equipamiento de ferias de Arrife
- Equipamiento de ferias da Matela

En dicha institución se han formado varias personas célebres de Portugal, de políticos a intelectuales. Reciben el nombre de casapianos

## Controversias
En la actualidad sufre las consecuencias derivadas del abuso sexual de menores (pederastia) por funcionarios de la institución y otras personas. A finales de 2002 estalló el llamado "Escándalo de la Casa Pia", en que un funcionario fue detenido, acusado de haber violado niños y adolescentes albergados por la institución. Meses después fueron detenidos otros individuos, tanto funcionarios de la institución como personajes importantes (presentador de televisión, políticos, etc.) acusados por niños ya adolescentes y adultos del crimen de pederastia. Se piensa que estos crímenes pueden haber ocurrido en la institución durante décadas. El asunto está en los juzgados.